# トーチクハム
トーチクハム株式会社は東京都板橋区にあったソーセージ・ハムを製造・販売していた企業。日本ハムグループ。

## 沿革
- 1949年2月 東京畜産商会を設立し、食肉卸として業務を開始する。
- 1955年10月 東京畜産株式会社に法人化。
- 1972年8月 社名をトーチクハムに変更。
- 1976年9月 日本ハムが全株式を取得しグループ傘下入り。
- 2014年4月 日本ハムのコーポレートブランドロゴ改定に伴って当社のコーポレートブランドロゴを改定（当社はシンボルマークを日本ハムと統一していたが、ロゴタイプは日本ハムと同一フォントながら「Tochiku Ham」と表記された）。
- 2016年6月 事業清算。

## 会社概要
- 本社は東京都にあったが、製造工場は埼玉県にあり、埼玉県産の食肉を原料としたソーセージ・ハムを製造していた。また米国産食肉を原料とした製品も手がけていた。日本ハム向けの生製品・加工品も製造していた。

## 商品
- さとの恵
- 自然派